# La Gloria, Venustiano Carranza
La Gloria är en ort i Mexiko.   Den ligger i kommunen Venustiano Carranza och delstaten Chiapas, i den sydöstra delen av landet, 800 km öster om huvudstaden Mexico City. La Gloria ligger 646 meter över havet och antalet invånare är 548.
Terrängen runt La Gloria är kuperad åt nordost, men åt sydväst är den platt. Runt La Gloria är det ganska glesbefolkat, med 47 invånare per kvadratkilometer. Närmaste större samhälle är Venustiano Carranza, 10,7 km väster om La Gloria. Omgivningarna runt La Gloria är en mosaik av jordbruksmark och naturlig växtlighet.